# Antonio Scurati
Antonio Scurati (Nápoles, 25 de junio de 1969) es profesor universitario, ensayista y escritor italiano.

## Biografía
Graduado en Filosofía por la Universidad de Milán, continuó sus estudios en la Escuela de Estudios Superiores en Ciencias Sociales de París y completó su formación con el doctorado en Teoría y análisis del texto en la Universidad de Bérgamo. Profesor contratado de la Universidad de Bérgamo, enseñó Teorías y técnicas del lenguaje televisivo. En 2008 se incorporó a la Universidad Libre de Lengua y Comunicación de Milán (IULM), donde actualmente es profesor asociado y ejerce su actividad en el ámbito del Laboratorio de Escritura creativa y del Laboratorio de Oralidad y Retórica.
En 2003 publicó el ensayo Guerra. Narrazioni e culture nella tradizione occidentale, finalista del Premio Viareggio. En 2005 publicó la novela Il sopravvissuto, con la que ganó (ex aequo con Pino Roveredo) la XLIII edición del Premio Campiello y el Premio Nazionale Letterario Pisa de Narrativa. En 2006 sacó una nueva versión de su novela Il rumore sordo della battaglia. También de 2006 es su ensayo La letteratura dell'inesperienza. Scrivere romanzi al tempo della televisione, una reflexión sobre literatura y medios de comunicación.
Colabora con la revista Internazionale y el diario La Stampa. En el 2007 publicó Una storia romantica. En el mismo año realizó para Fandango el documental La temporada del amor, una película que indaga sobre el tema del amor en la Italia contemporánea, retomando la encuesta realizada en 1965 por Pier Paolo Pasolini en Comizi d'amore. En el 2009 publicó Il bambino che sognava la fine del mondo, novela que mezcla realidad y ficción.
En el 2010 publicó Gli anni che non stiamo vivendo. Il tempo della cronaca, una antología de artículos sobre actualidad. En 2015 salió en Bompiani su novela Il tempo migliore della nostra vita, obra entre la biografía y el documental dedicada a la vida de Leone Ginzburg, Premio Selección Campiello y Premio Viareggio 2015.
En septiembre de 2018 publicó M. Il figlio del secolo., primer volumen de una trilogía sobre Benito Mussolini. La obra termina con la instauración de la dictadura tras la crisis política originada por el homicidio de Giacomo Matteotti. En la noche del 4 de julio de 2019 el libro obtuvo el Premio Strega.
El 20 de septiembre de 2019 el Corriere della Sera anunció el inicio de su colaboración con al diario. El primer artículo, relacionado con la eutanasia, apareció el 28 de septiembre de 2019.
En 2020 publicó M. L'uomo della provvidenza, segunda entrega de la trilogía sobre Benito Mussolini.

## Obras
- Il rumore sordo della battaglia. Milán: Mondadori. 2002. Nueva ed., Milán: Bompiani, 2006. Premio Letterario Edoardo Kihlgren Opera Prima. Traducción al castellano:[8] El rumor sordo de la batalla. Madrid: Alianza. 2008. Traducido por Flavia Cartoni.

- Guerra. Narrazioni e culture nella tradizione occidentale. Roma: Donzelli. 2003. Traducible como [Guerra. Narraciones y culturas en la tradición occidental].

- Televisioni di guerra. Il conflitto del golfo come evento mediatico e il paradosso dello spettatore totale. Ombre Corte. 2003. Traducible como [Televisión de guerra. El conflicto del golfo como evento mediático y la paradoja del espectador total].

- Il sopravvissuto. Milán: Bompiani. 2005. Traducible como [El sobreviviente].
- La letteratura dell'inesperienza. Scrivere romanzi al tempo della televisione. Milán: Bompiani. 2006. Traducible como [La literatura de la inexperiencia. Escribir novelas en los tiempos de la televisión].
- Una storia romantica. Milán: Bompiani. 2007. Premio Letterario Internazionale Mondello-Città di Palermo. Traducción al castellano:[9] Una historia romántica. Barcelona: Tusquets. 2009. Traducido por Juan Manuel Salmerón.
- Il bambino che sognava la fine del mondo. Milán: Bompiani. 2009. Traducible como [El niño que soñaba con el fin del mundo].
- Gli anni che non stiamo vivendo. Il tempo della cronaca. Milán: Bompiani. 2010. Traducible como [Los años que no estamos viviendo. El tiempo de la crónica].
- La seconda mezzanotte. Milán: Bompiani. 2011. Traducible como [La segunda medianoche].
- Letteratura e sopravvivenza. La retorica letteraria di fronte alla violenza. Milán: Bompiani. 2012. Traducible como [Literatura y supervivencia. La retórica literaria frente a la violencia].
- Il padre infedele. Milán: Bompiani. 2013. Traducción al castellano:[10] El padre infiel. Barcelona: Libros del Asteroide. 2015. Traducido por Xavier González Rovira.
- Il tempo migliore della nostra vita. Milán: Bompiani. 2015. Traducible como [El mejor tiempo de nuestra vida].
- M. Il figlio del secolo. Milán: Bompiani. 2018. Premio Strega 2019. Traducción al castellano:[11] M: el hijo del siglo. Madrid: Alfaguara. 2020. Traducido por Carlos Gumpert Melgosa.
- M. L'uomo della provvidenza. Milán-Florencia: Bompiani. 2020. Traducción al castellano:[12] M. El hombre de la Providencia. Madrid: Alfaguara. 2021. Traducido por Carlos Gumpert Melgosa.